# Плуг
Плугът е устройство, използвано в земеделието за първоначална обработка на почвата и нейното подготвяне за засяване или засаждане на различни култури, т.е за оран. С това наименование се обозначава съвременното средство за селскостопанска дейност изработено от метал. 
В еволюцията на средствата за обработка, предшественикът на металния плуг в България е наричан рало – селскостопанско средство, изработено от дърво с или без метален накрайник (палешник) за непосредственото разрохкване на почвата.
Основна функция на плуга е да преобърне повърхностния слой на почвата, правейки я по този начин мека и рохкава, облекчавайки по-нататъшната ѝ обработка и сеитбата, извличайки на повърхността хранителни вещества и заравяйки в земята плевели и остатъци от предходните култури (от по-рано засети и пораснали растения), които така се разграждат по-бързо. Разораването също аерира почвата (добавя въздух в нея) и подобрява нейната способност да задържа влага. 
Един от отрицателните ефекти от разораването с плуг на почвата е ерозията. В съвременното земеделие обикновено разораните ниви се оставят да изсъхнат, след което се брануват преди засяване. Употребата на плугове в някои области, застрашени от ерозия, се ограничава за сметка на методи за по-плитко разораване. Собствена система за запазване на плодородието на почвата в джунглите са разработили маите.

## Видове плугове
Обикновен плуг с отметателна дъскаТой е най-често използваното оръдие, като обръща почвата само надясно. Използват се няколко основни вида отметателна дъска: винтова, цилиндрична и културна. Дадена машина се оборудва с няколко работни органа в зависимост от мощността ѝ, предвидената дълбочина за извършване на оранта и показателите на почвения тип, при който ще бъде използвана.
Обръщателен плугПри него на една ос са монтирани две плужни тела. Оранта се извъшва „совалковидно“, при което едното тяло извършва оран надясно, а другото – наляво. По този начин оранта е „гладка“, без „гребени“ и „разори“.
Плуг риголвачС него се извършва оран до 70 cm дълбочина (риголване). Състои се от едно плужно тяло, използват се много мощни трактори. Такава оран се извършва преди засаждане на овощни градини и лозя.

### Други плугове
Специализирани плугове се използват и за полагане на кабели по морското дъно, както и при подводни проучвания за наличие на нефт.

## История на плуга
Плугът е едно от най-важните изобретения в историята на човечеството и започва да се използва малко след появата на самото земеделие.
С времето самото устройство, а също и начините за употребата му търпят значително развитие.

### Прединдустриална епоха
Опитомяването на говедата в Месопотамия и в северозападната част на полуостров Индостан, под влияние на Великата цивилизация на р. Инд (Харапа), дава възможност още през VI хилядолетие пр. Хр. да се използва инструмент, теглен от впряг волове или биволи. 
Първообразът на плуга е много просто и същевременно революционно изобретение. Той представлява дървено рамо (дишло), на което в издълбан отвор е закрепено парче заострено дърво (емеж, емешник, лемеж, па̀лешник), който при влачене разравя горния слой почва (съществуват монети, на които дишлото и лемежа са изработени от цяло парче дърво). Тъй като тези прости плугове оставят ивици неразорана почва между браздите, те често се използват като се оре в две направления на кръст, поради което нивите обработвани по този начин често имат подобна на квадрат форма. В археологията на Северна Европа такива ниви са известни като келтски полета. За теглене на плуга се ползват и коне.
Опити за обработка на земята правят древните африканци край река Нил, чиито ежегодни приливи омекотяват почвата, като облекчават нейната обработка. За да получават редовно добри добиви от засетите ниви, по-дълбокият слой почва се разрохква и изважда отгоре, а по-богатият на хранителни вещества и растителни отпадъци горен слой се заорава, за да се развива добре коренната система на посятата земеделска култура. За разрохкване на почвата и унищожаване на плевели те използват и ръчни инструменти – мотики.
Древната форма на плуга е известна от харапски глинени печати (VI – II хилядолетие пр. Хр.), вавилонски и древноегипетски изображения, скални рисунки в Северна Италия и Южна Швеция, датирани приблизително към 2 хилядолетие пр. Хр., а също така и по древни плугове, намерени в торфени блата на територията на Полша. Около първото хилядолетие пр. Хр. плугът започва да се използва и в Китай, като от около 500 г. пр. Хр. се използват сменяеми хоризонтални метални палешници.
Древните римляни изобретяват обръщач, който обръща почвата, заравяйки по този начин плевелите и остатъците от предходните посеви, като същевременно изтласква богата на хранителни вещества почва нагоре. Такъв плуг можел да се използва в плътни почви. Освен това, римляните поставят колела и ограничител, с който може да се регулира дълбочината на хода на плуга. Поставят и нож пред плуга, за разрязване на почвата. Въпреки тези нововъведения, римляните не стигат до употребата на тежкия колесен плуг. Първата му безспорна поява в Европа е в документ от Северна Италия от 643 година. Масовото му въвеждане в Европа изглежда е свързано с възприемането на триполната система в края на 8 век.

### Индустриална революция
Стоманеният плуг е изобретен от американския ковач Джон Диър през 30-те години на 19 век,  в епохата на Промишлената революция. Стоманените плугове са относително леки, като много от тях са произведени от стомана или от стомана и дърво. Изместват използваните преди това плугове, изработени от чугун, имащи този недостатък, че при тях по дишлото много бързо полепва пръст, което налага честото му чистене (например в условията на меката и лепкава почва на Средните щати на САЩ); с въвеждането на стоманения плуг това затруднение е в значителна степен преодоляно.
При този тип плуг орачът първоначално върви зад плуга, държейки го за две ръкохватки и корегирайки дълбочината на оранта. По-късно е произведен и плуг, при който орачът седи върху специално място до колелата и плугът е с няколко лемежа. Обикновено използва един кон за теглене - за една бразда и по-мека почва. За обработване на по-твърди или необработвани почви се впрягат по два коня, единият от които върви по браздата, а другият – по неораната земя. Обработването на такива почви е било много трудоемко и на конете се давала почивка от 10 минути на всеки половин час работа.
Силно улеснява оранта появата на парния трактор. В Англия започват да използват балансирани плугове, закачени на машина, задвижвана от парния двигател на инженера Джон Фаулър (John Fowler). В САЩ твърдата почва в равнините изисква много по-големи парни машини за оран, тъй като и самите плугове нуждни за нея са по-големи. Постигната е голяма ефективност - често една машина да тегли един голям плуг, обработвайки по този начин десетки акри площ на ден. Дори първите бензинови двигатели, поради малката си мощност, отстъпват в това на парните машини.
В Австралия през 1870-те години е изобретен специален плуг за обработка на почвата в лозови насаждения, наречен „Стамп Джъмп“.
- Съвременен плуг, прикачен на трактор „New Holland“
- „Урок по оране“, картина от френския художник Франсоа-Андре Венсан, 1793 – 1798. Музей в град Бордо, Франция
- Български плуг, етнографски комплекс „Етър“, Габрово